# Alan G. MacDiarmid
Alan Graham MacDiarmid (Distretto di Masterton, 14 aprile 1927 – Filadelfia, 7 febbraio 2007) è stato un chimico neozelandese.
Vinse il premio Nobel per la chimica nel 2000 insieme a Alan J. Heeger e Hideki Shirakawa per la scoperta e lo sviluppo dei polimeri conduttivi.
MacDiarmid mantenne un laboratorio all'Università della Pennsylvania dal 1955 fino alla morte.